# A Alegria de Ensinar
A Alegria de Ensinar (2001) é um livro cujo autor, Rubem Alves, discute aspectos do conhecimento e os seus meios de transferência através de gerações. Ao longo de 14 capítulos, Rubem propôe que ensinar é um exercício de imortalidade, que de alguma forma continuamos a viver naqueles cujos olhos aprenderam a ver o mundo pela magia da nossa palavra, sendo que, desse modo, o professor não morre jamais, estando a cada dia no pensamento daqueles a quem ensinou.
Este livro é mais uma das obras do autor que também foi editado em Portugal e Espanha. No Brasil, trata-se de uma publicação recomendada na área pedagógica,
na qual o autor afirma ser preciso ultrapassar os cinco sentidos e
chegar ao sexto sentido, por ser o único que permite que se tenha prazer com as coisas que
não existem e estão ausentes.
| “ | "O prazer da leitura é o pressuposto de tudo o mais. Quem ama ler tem nas mãos as chaves do mundo... Literatura, como o corpo da pessoa amada, não é objeto de conhecimentos científicos; é objeto de prazer." - Rubem Alves | ” |